# بوتیمار کوچک
بوتیمار کوچک (نام علمی: Ixobrychus minutus) پرنده‌ای آبچر از خانوادهٔ حواصیلان است که در آفریقا، مرکز و جنوب اروپا، غرب و جنوب آسیا و ماداگاسکار زیسته و زاد و ولد می‌کند. بوتیمارهای کوچک مناطق معتدل اروپا و غرب آسیا پرندگانی مهاجر بوده و در زمستان به آفریقا و جنوب آسیا کوچ می‌کنند و در مقابل، بوتیمارهای نواحی گرمسیری غیرمهاجر می‌باشند.

## مشخصات
این پرنده در مقایسه با دیگر بوتیمارها بسیار کوچک است و شاید کوچکترین حواصیل جهان باشد. طول آن ۲۷ تا ۳۶ سانتی‌متر، فاصلهٔ بین دو بالش ۴۰ تا ۵۸ سانتی‌متر و وزنش بین ۶۰ تا ۱۵۰ گرم است. گردنی کوتاه و منقاری دراز دارد. تاج، پشت و دم پرندهٔ نر سیاه مایل به سبز بوده و پرهای گردن، سینه و دیگر بخش‌های زیرین بدن پرنده به زردی می‌گراید. بال‌ها سیاه بوده و نقوش بزرگ سفید رنگی بر رویشان وجود دارد. رنگ‌بندی پرهای بوتیمار کوچک ماده نیز تقریباً شبیه پرندهٔ نر است با این تفاوت که پرهای پشتی آن به رنگ قهوه‌ای پررنگ بوده و گردن، سینه و پهلوها نیز متمایل به قهوه‌ای هستند.

## تغذیه و تولید مثل
بوتیمار کوچک از ماهیها، حشرات و دوزیستان تغذیه کرده و در نیزارها به زاد و ولد می‌پردازد. او آشیانه‌ٔ خود را بر بستری از نی ساخته و بین ۴ تا ۸ تخم در آن میگذارد و پس از ۲۰ روز جوجه‌ها از تخم بیرون می‌آیند.

## نگارخانه

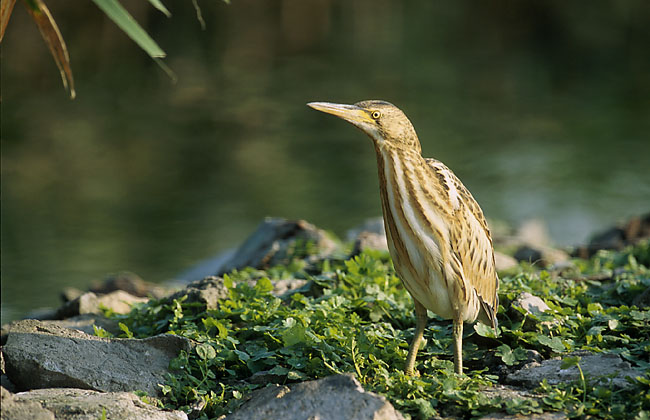
بوتیمار کوچک نابالغ
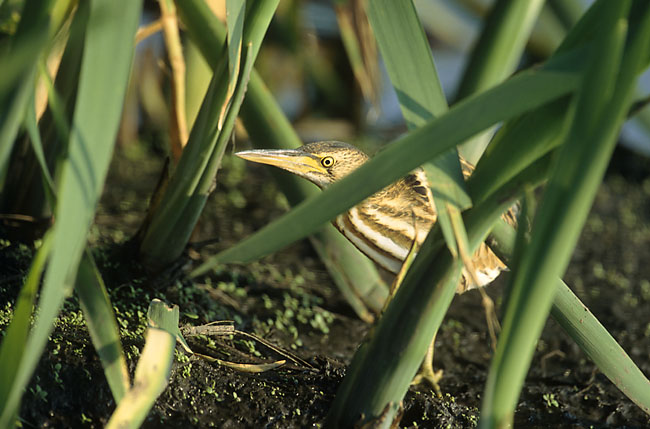
هماهنگی نقوش بدن پرندهٔ نابالغ با محیط اطرافش که او را از دیدگان پنهان می‌سازد
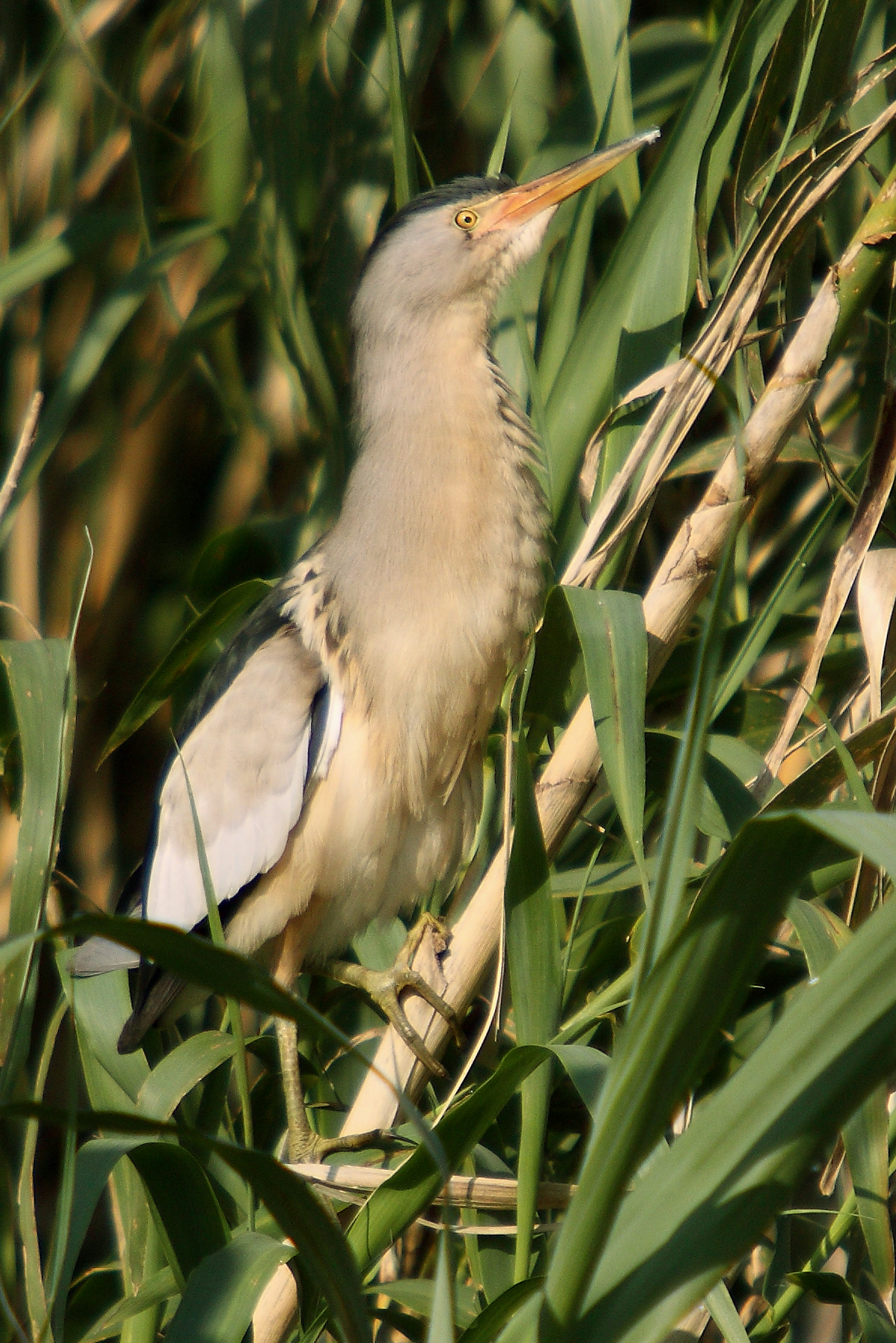
بوتیمار کوچک بالغ
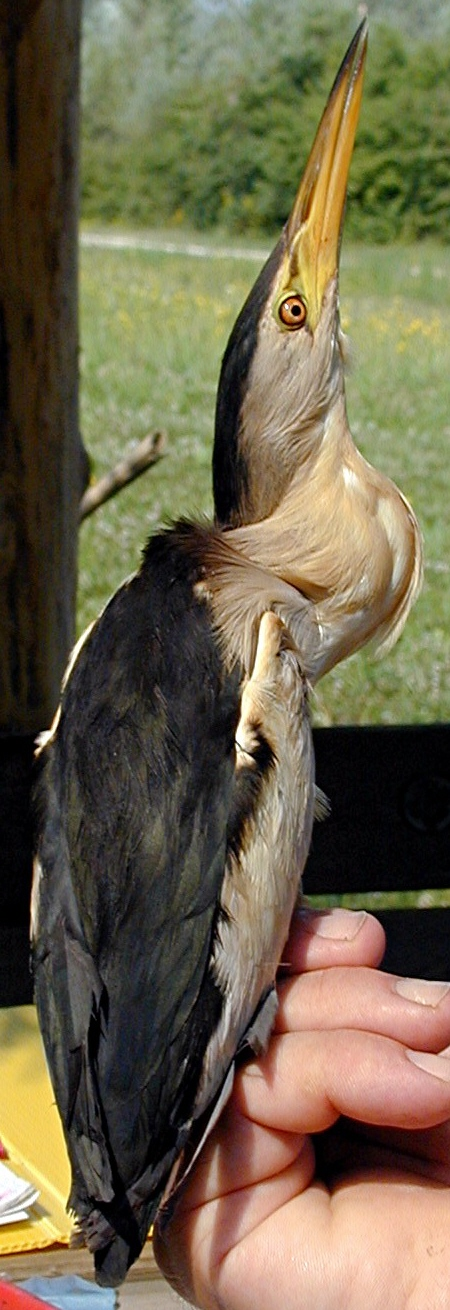
حلقه‌گذاری پرندهٔ بالغ در شمال ایتالیا
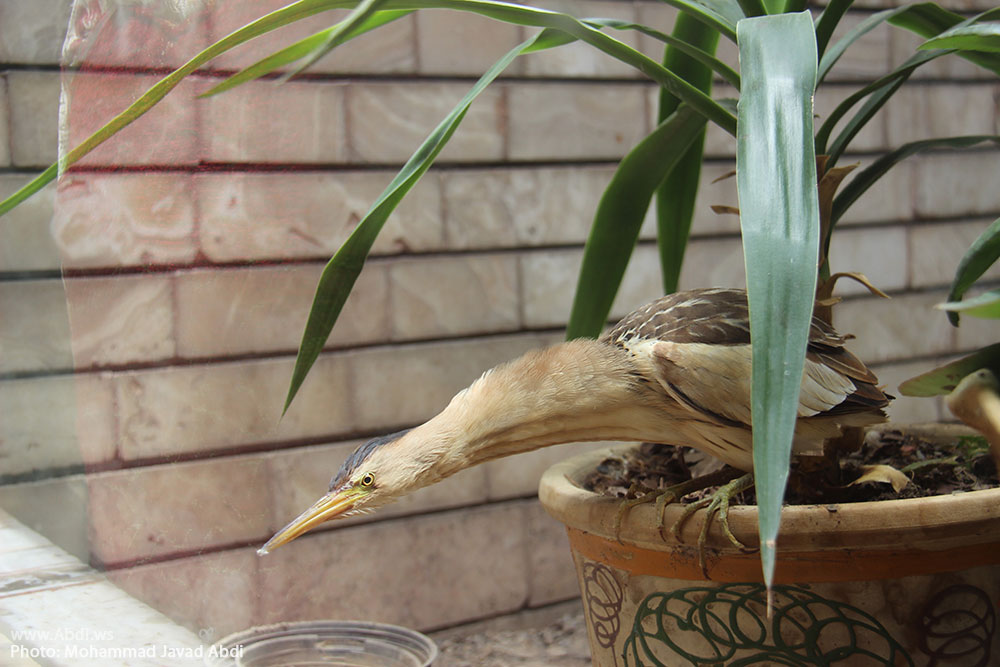
بوتیمار کوچک در ایران
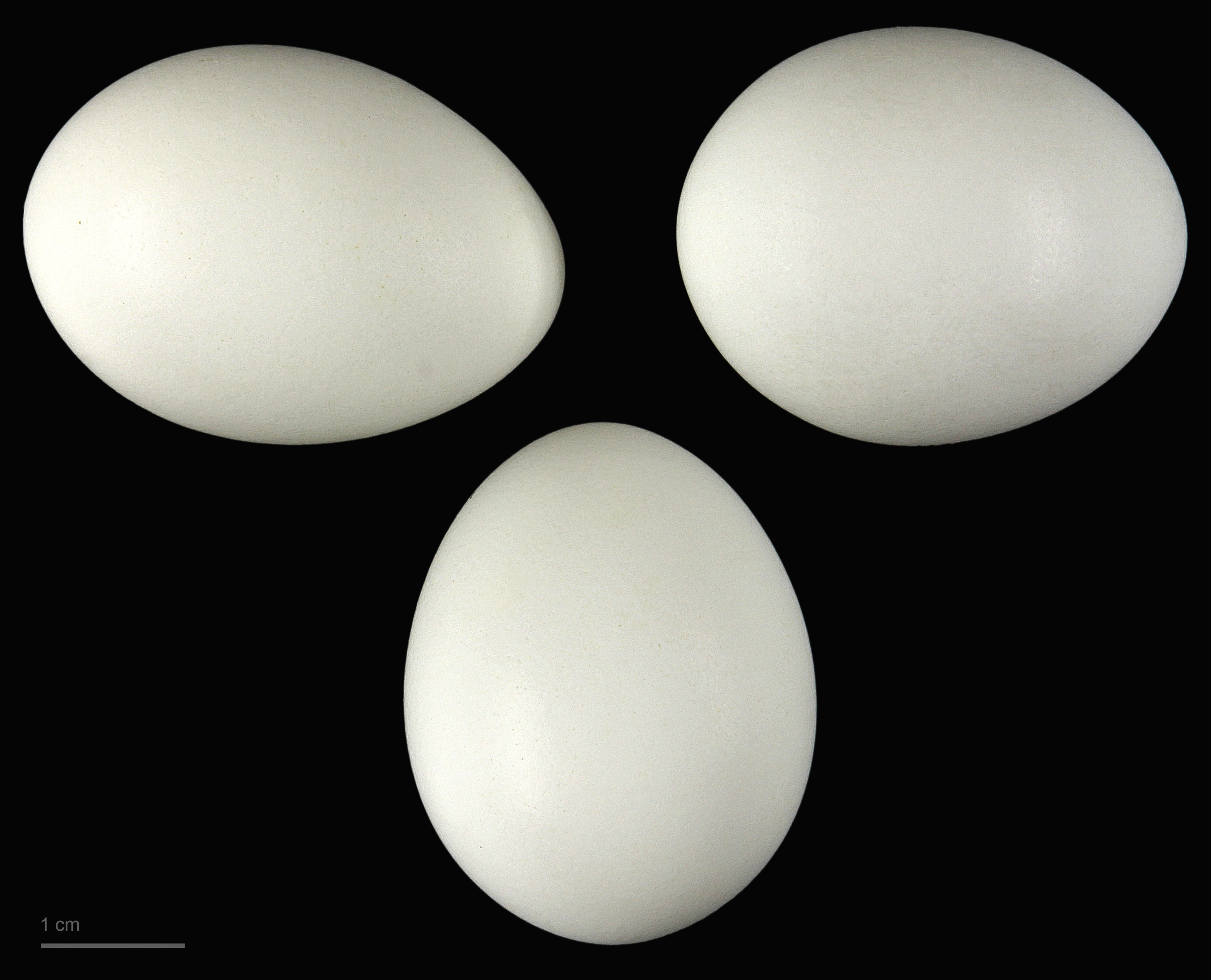
Museum specimen